# Herbert Blöcker
Herbert Blöcker (Fiefharrie, 1 de enero de 1943–Elmshorn, 15 de febrero de 2014) fue un jinete alemán que compitió en la modalidad de concurso completo.
Participó en tres Juegos Olímpicos de Verano, entre los años 1976 y 1996, obteniendo en total tres medallas: plata en Montreal 1976, en la prueba por equipos (junto con Karl Schultz, Helmut Rethemeier y Otto Ammermann), y dos medallas en Barcelona 1992, plata en la prueba individual y bronce por equipos (con Ralf Ehrenbrink, Matthias Baumann y Cord Mysegages).
Ganó cuatro medallas en el Campeonato Mundial de Concurso Completo entre los años 1974 y 1990, y cuatro medallas en el Campeonato Europeo de Concurso Completo entre los años 1973 y 1999.

## Palmarés internacional
| Representando a la RFA   |                            |                   |             |
| Juegos Olímpicos         |                            |                   |             |
| Año                      | Lugar                      | Medalla           | Categoría   |
| 1976                     | Montreal (Canadá)          | Medalla de plata  | Por equipos |
| Campeonato Mundial       |                            |                   |             |
| Año                      | Lugar                      | Medalla           | Categoría   |
| 1974                     | Burghley (Reino Unido)     | Medalla de bronce | Por equipos |
| 1978                     | Lexington (Estados Unidos) | Medalla de plata  | Por equipos |
| 1982                     | Luhmühlen (RFA)            | Medalla de plata  | Por equipos |
| 1990                     | Estocolmo (Suecia)         | Medalla de bronce | Por equipos |
| Campeonato Europeo       |                            |                   |             |
| Año                      | Lugar                      | Medalla           | Categoría   |
| 1973                     | Kiev (URSS)                | Medalla de oro    | Por equipos |
| 1973                     | Kiev (URSS)                | Medalla de plata  | Individual  |
| 1975                     | Luhmühlen (RFA)            | Medalla de bronce | Por equipos |
| Representando a Alemania |                            |                   |             |
| Juegos Olímpicos         |                            |                   |             |
| Año                      | Lugar                      | Medalla           | Categoría   |
| 1992                     | Barcelona (España)         | Medalla de plata  | Individual  |
| 1992                     | Barcelona (España)         | Medalla de bronce | Por equipos |
| Campeonato Europeo       |                            |                   |             |
| Año                      | Lugar                      | Medalla           | Categoría   |
| 1999                     | Luhmühlen (Alemania)       | Medalla de plata  | Por equipos |